# Mandana Karimi
Manizeh Karimi (19 mei 1988), ook bekend als Mandana Karimi is een Iraanse actrice en model woonachtig in India. Na aan verschillende modelleringsprojecten over de hele wereld gewerkt te hebben, maakte ze haar Bollywood debuut als hoofdrolspeelster in de film Bhaag Johnny. Ze nam deel aan het reality-tv-programma Bigg Boss 9 in 2015.

## Filmografie

### Films
| Jaar | Film                 | Rol             | Notitie               |
| ---- | -------------------- | --------------- | --------------------- |
| 2015 | Roy                  | Pia             | gastoptreden          |
| 2015 | Bhaag Johnny         | Rachel Robinson |                       |
| 2015 | Main Aur Charles     | Liz             |                       |
| 2016 | Kyaa Kool Hain Hum 3 | Shalu Karjatiya |                       |
| 2016 | Xuanzang             | Rajyashri       | Mandarijn/ Hindi film |
| 2020 | Offline              | You             | Engelse korte film    |
| 2022 | Thar                 | Cheryl          | cameo, Netflix film   |

### Televisie en Webseries
| Jaar    | Naam         | Rol              | Notitie  | Zender/ Platform       |
| ------- | ------------ | ---------------- | -------- | ---------------------- |
| 2015–16 | Bigg Boss 9  | deelneemster     | 2de      | Colors TV              |
| 2016    | Bigg Boss 10 | als gast         |          | Colors TV              |
| 2018    | Ishqbaaz     | Nancy Malhotra   |          | Star Plus              |
| 2020    | The Casino   | Rehana Chaudhari | webserie | ZEE5                   |
| 2022    | Lock Upp     | deelneemster     |          | MX Player en ALTBalaji |